# チャーオン県
チャーオン県（チャーオンけん、ベトナム語：Huyện Trà Ôn / 縣茶溫）は、ベトナム社会主義共和国ヴィンロン省の県。面積は267.51km²、人口は145,455人（2009年）である。

## 行政区画
1市鎮13社から構成される。